# Казарновский, Исаак Абрамович
Иса́ак Абра́мович Казарно́вский (1890—1981) — советский химик, член-корреспондент АН СССР (1943)

## Биография
Родился 17 (29 сентября) 1890 года в Николаеве (ныне Украина) в семье еврейских интеллигентов: отец Абрам Самарьевич — служащий, мать Мина Пинхусовна — массажистка. После смерти в 1891 году отца, мать с детьми переехала в Одессу, а в 1900 году семья перебралась в Швейцарию.
В 1908 году закончил в Берне (Швейцария) гимназию, в 1914 году окончил химический факультет Цюрихского университета. С 1917 года жил и работал в России — в Шлиссельбурге (на пороховом заводе), Севастополе (в городском санитарном бюро) и других городах. С 1922 года жил в Москве. По приглашению академика А. Н. Баха работал в НИФХИ имени Л. Я. Карпова. Одновременно с 1930 года был профессором химического факультета МГУ имени М. В. Ломоносова, доктор химических наук (1936, без защиты диссертации). Член-корреспондент АН СССР (1939).
Жил в Москве на улице Воронцово Поле, 10 (1922—1949 годы) и в Большом Казенном переулке, 7 (1949—1981 годы).
Умер 12 января 1981 года. Похоронен в Москве на Кунцевском кладбище.

## Интересные факты
В молодости, живя в Швейцарии, Казарновский вместе со своим старшим братом играл за местные футбольные команды — «Янг Бойз» (Берн) и «Янг Феллоуз» (Цюрих). Также в начале 1910-х годов оба брата, гостя у родственников в Николаеве, провели некоторое число матчей в составе местной футбольной команды «Зебра».

## Награды и премии
- Сталинская премия II степени (14 марта 1941) — за изобретение нового метода регенерации воздуха
- орден Трудового Красного Знамени (10 июня 1945)
- два ордена «Знак Почёта» (1939, 1975)
- медали[2]